# Tiny Muskens
Martinus Petrus Maria (Tiny) Muskens Ob-O.S.B. (Elshout, 11 december 1935 – Teteringen, 17 april 2013) was een Nederlands geestelijke en een bisschop van de Rooms-Katholieke Kerk.

## Kerkelijke loopbaan
Muskens werd op 16 juni 1962 tot priester gewijd door mgr. Bekkers. Hij studeerde missiologie in Nijmegen. Zijn doctoraalscriptie en proefschrift gingen over Indonesië, waar hij acht jaar woonde en werkte als directeur van het Centrum voor documentatie van de Indonesische bisschoppenconferentie. In 1978 werd hij benoemd tot rector van het Nederlands College (Pontificio Collegio Olandese) in Rome. Tevens doceerde hij daar kerkgeschiedenis aan twee internationale colleges. Muskens zou zestien jaar in Rome verblijven.
Op 23 juli 1994 werd Muskens benoemd tot bisschop van Breda, als opvolger van Huub Ernst die in 1992 met emeritaat was gegaan. Ernst wijdde hem op 26 november 1994 tot bisschop in de St. Gertrudiskerk te Bergen op Zoom. Als wapenspreuk koos Muskens Shalom (Vrede).
Muskens, een zeer actieve bisschop, moest een forse stap terugdoen toen hij in 2001 getroffen werd door twee lichte herseninfarcten. Hij besloot zijn termijn als bisschop niet tot 2010 vol te maken maar eerder ontslag te vragen. Op 9 september 2006 werd Hans van den Hende als opvolger van Muskens aangesteld. Muskens wijdde de jonge geestelijke uit Groningen, die hij vooral als student in Rome had meegemaakt, op 25 november tot bisschop. Tot het vertrek van Muskens zou Van den Hende hem als bisschop-coadjutor ondersteunen.
Op 31 oktober 2007 werd zijn ontslag door de paus officieel aanvaard. Hans van den Hende was daarmee per direct de nieuwe bisschop. De overgang werd gemarkeerd met een eucharistieviering op 1 december 2007.

## Levensloop
Muskens betoonde zich voorstander van de afschaffing van de verplichte koppeling tussen celibaat en priesterschap en van condoomgebruik ter voorkoming van aids. Op 2 oktober 1996 veroorzaakte Muskens beroering, vooral in de bakkerijbranche, toen hij in een VPRO-televisieprogramma zei dat het stelen van brood geoorloofd is als mensen honger hebben en geen andere mogelijkheid zien om te overleven. Muskens verwoordde overigens daarmee slechts de moraalleer van de Katholieke Kerk.
Behalve met zijn oproep tot condoomgebruik als minste van twee kwaden botste Muskens ook tegen de gangbare leer van de Kerk door zijn pleidooi om vrouwen te wijden tot diaken. Deze zouden als zodanig een grotere plaats kunnen innemen in de sociale zorg van de kerk, vond Muskens.
Herhaaldelijk kwam Muskens in het nieuws: als vrijwilliger in de verpleging, hij sliep in Amsterdam met een dakloze in een portiek en in 2005 bepleitte hij tweede pinksterdag als vrije dag in te ruilen voor het Suikerfeest. Behalve als gebaar van goede wil jegens moslims stelde de bisschop in het toenmalige Centraal Weekblad (sinds 2009 Christelijk Weekblad) dat Tweede Pinksterdag ook een theologische grondslag mist: de paastijd wordt op de vijftigste dag (Pinksteren) afgesloten. Voor de Kerk(en) is er geen reden om aan die 51ste dag vast te houden.
Op het "Festival der Bestuurskunde" in Amsterdam verklaarde Muskens op 16 februari 2006 dat de dialoog tussen christenen en moslims geen toekomst zal hebben zolang er in Saoedi-Arabië geen kerken gebouwd kunnen worden.
Als priester opgeleid buiten het bisdom Breda was Muskens als bisschop niet 'erfelijk belast' met de uiterst gevoelige kwestie rond de gestigmatiseerde zieneres Janske Gorissen van Welberg. Het 'Geheim van Welberg' is decennia lang krachtig door het bisdom gehandhaafd totdat hij in 2005 - hij wenste openheid van zaken - voor het eerst een historicus (Peter Jan Margry) toegang tot die archieven verschafte. De onthullende uitkomsten maakte Muskens door zijn overlijden echter niet meer mee 

## Emeritaat en overlijden
Op 30 maart 2007 verscheen Muskens' laatste boek Opmaat tot eeuwigheid, waarin hij schreef over de dood. Hij zag de dood in de eerste plaats als een nieuwe fase in zijn leven. Bij de presentatie van het boek kondigde hij aan dat hij op 2 februari 2008 zou intreden bij de Benedictijnen in het zorgcentrum Zuiderhout in Teteringen als 'regulier oblaat'. Tijdens zijn verblijf daar verhuisde hij echter later naar de missionarissen van Scheut die in een afzonderlijk gebouw van dit centrum wonen.
In augustus 2007 baarde hij opzien door in een interview met het televisieprogramma Netwerk de suggestie te doen dat voortaan alle gelovigen samen de naam Allah zouden gebruiken om God mee aan te duiden. Daarbij wees hij erop dat bij de katholieken in Indonesië, waar hij jaren gewerkt had, dit ook de gangbare praktijk is. Hij voorzag dat zijn voorstel emoties zou oproepen, maar zei te verwachten dat dit ooit zal gebeuren. "Ik krijg dat niet meer voor elkaar, maar over honderd jaar, tweehonderd jaar, moet ik het nog maar eens zien." Deze uitspraak deed hij overigens enkele jaren eerder ook al.
Sinds zijn intreden in Teteringen liet Muskens zich aanspreken als broeder Martinus. Kort na zijn intreden werd hij aangereden door een fietser, waarbij hij zijn heup brak.
Op 2 april 2009 besloot de gemeenteraad van Breda in een geheime vergadering unaniem om Muskens tot ereburger van de stad te benoemen. Dit besluit werd op 18 mei van dat jaar met een ceremonie in het stadhuis van Breda in aanwezigheid van oud-bisschop Muskens bekrachtigd met de uitreiking van de Zilveren Legpenning.
Hij overleed in april 2013 aan een hartstilstand. Na een avondwake en een uitvaartdienst in de Bredase Sint-Antoniuskathedraal op resp. 22 en 23 april is hij begraven in het familiegraf bij de Sint-Jan Evangelistkerk in zijn geboortedorp Elshout.
- Gemeinsame Normdatei: 172280427
- International Standard Name Identifier: 0000 0000 6152 9179
- Library of Congress Control Number: nr94006409
- Nederlandse Thesaurus van Auteursnamen: 069575584
- Système universitaire de documentation: 099009374
- Virtual International Authority File: 44178438
- WorldCat: E39PBJq6V9KRQVm6PfVYgVcF8C